# 佐伯徹
佐伯 徹（さえき とおる、2月1日生）は、日本の俳優。佐伯ランチサービス社長。別名義は佐伯 とおる。本名は大久保 正。愛知県名古屋市生まれ、茨城県土浦市出身。

## 人物
無線電信講習所卒業。第二次世界大戦に従軍し、復員後は青春座に入団。池袋文化劇場、ムーランルージュ新宿座、劇団新風俗、高田稔劇団、森川信劇団、吉本興業、フリーランス期間、劇団東芸、森の会、劇団でくを経て、1962年に須藤健、長門勇らとともに西岡プロの創立に参加。その後はさむらいプロ、エヌ・エー・シーに所属。
映画全盛期でテレビジョン初期の1950年代から1990年代にかけて主に脇役で活躍した。1956年のテレビドラマ『特ダネを逃がすな!』の主演で人気を得る。
俳優業と並行して、給食専門業者佐伯ランチサービスを経営していた。

## 出演

### 映画
- 快傑ハヤブサ（1949年、映畫配給株式會社）
- 深夜の非常線 （1951年、東宝） - 鈴木栄一
- ウッカリ夫人チャッカリ夫人 やりくり算段の巻（1954年、東宝） - 宇の目君
- 嵐の青春（1954年、新東宝）- 兄達夫
- ぶっつけ本番（1958年、東宝）- 長谷川（企画部員）
- 恐喝（1958年、東宝）- 成島（昭東興業）
- おトラさん大繁盛（1958年、東宝）- 青年和田[10]
- 夜の配役（1959年、松竹）- 佐藤刑事
- 愛の鐘（1959年、東宝）- 早見先生
- ヒマラヤ無宿 心臓破りの野郎ども （1959年、ニュー東映）- レコード会社・作曲家
- 柔道一代（1963年、東映）- 山北義夫[11]
- 浅草の侠客（1963年、東映）- 佐々木鉄男
- ギャング忠臣蔵（1963年、東映）- 捜査四課長
- こちら産婦人科（1964年、松竹）- 望月
- 安全運転のポイント（1968年、岩波映画）- 解説
- 罠にはまった男（1972年、松竹）- 寺島
- ほか

### テレビドラマ
- 日真名氏飛び出す（1955年、KR）
- てんてん娘捕物帳（1956年、KR）
- 僕と私の日記（1956年、NHK総合）
- 半七捕物帖（1956年、KR）
- 喜劇天国（1956年、NTV）
- 特ダネを逃がすな!（1956年、KR）※主演[6]
- 水曜くらぶ（1956年、NHK総合）
- 明日なき群像（1957年、KR)
- 太閤記 藤吉郎編（1957年、NTV）
- 木曽の満月（1957年、KR)
- 宮本武蔵（1957年、NTV）
- 新大岡政談（1958年、KR)
- 風流交差点 注意信号（1958年、NTV）
- おかあさん(1)（1958年、KR）
- 怪人二十面相（1958年、NTV）※主演
- 春の魔術（1959年、CX）※主演
- あの波の果てまで（1959年、NET）
- 耳飾り（1959年、CX）
- 誘惑（1959年、NTV）
- 恐ろしい子供達（1959年、NTV）
- 誕生日の贈物（1960年、KR）
- 残された罠（1960年、NTV）
- 不道徳教育講座（1960年、CX）
  - 第24回「人を待たせるべし」
  - 第28回「モテたとは何ぞ」
- 笛吹童子（1960年、NET）
- 秋葉の宿（1960年、NTV）
- CQ!ペット21（1960年、NTV）※主演
- 三船久蔵（1960年、NET）
- 風流あばれ奉行（1960年、KR）
- 醜男（1961年、NTV）
- 山麓（1961年、NET）
- 私のなかの遠い町（1961年、NTV）
- 丘の上の別荘（1961年、NHK総合）
- 離婚学入門（1961年、CX）
- 渦（1961年、TBS）
- 半七捕物帳（1961年、NTV）
- 今日では遅すぎた（1961年、CX）
- 人生の四季（1962年、NTV）
  - 第38回「スクープ」
- 特別機動捜査隊（NET）
  - 第28回「或るドン・ファンの死」（1962年）
  - 第37回「偽報告書」（1962年）
  - 第105回「青い炎」（1963年）
  - 第258回「ダイヤと秋刀魚と女たち」（1966年）
  - 第274回「ある煙突地帯」（1967年）
  - 第314回「アイデア婦人の場合」（1967年）
  - 第348回「嵐の中の恋」（1968年）
  - 第513回「その夜の女」（1971年）
  - 第528回「その拳銃を追え」（1971年）
  - 第563回「陽の当たる町」（1972年）
  - 第572回「二十七年目の女」（1972年）
  - 第599回「女房貸します」（1973年）
  - 第630回「声なき声 ある娼婦の詩」（1973年）
- 海はそよ風（1962年、NHK総合）
- 利助の赤ん坊（1962年、NHK総合）
- いえの芸（1962年、NET）
- 夜と昼の顔（1962年、ABC）
- 素足の青春 東京（1963年、NHK総合）
- 新橋夜話（1963年、NTV）
- 暢気眼鏡（1963年、NET）
- 事件記者（NHK総合）
  - 第143話（第262回）「黒い炎」（1963年）
  - 第225話（第344回）「黒い網」（1965年）
- ドンドン道中記（1963年、NTV）
- 白虎（1963年、NTV）
- 赤穂浪士（1964年、NHK総合）
- お先にごめん・明治一代男（1964年、NET）
- 樅の木は残った（1964年、12ch）
- 徳川家康（1964年、NET）
- チャコちゃん社長（1964年、TBS）
- 踊り子（1964年、NET）
- 五条坂の姉妹（1964年、NET）
- 捜査検事（1964年、TBS）
- 村田英雄の花と竜（1964年、NTV）
- 第7の男（1964年、CX）
- 七人の刑事（2）（TBS）
  - 第13回（通算第152回）「歪んだ支え」（1964年）
- 鉄道公安36号（NET）
  - 第78回「影ある牙」（1964年）
  - 第88回「置き引き」（1965年）
- 娘の縁談（1964年、NTV）
- 判決（1）（1965年、NET）
  - 第126回「刑事八〇六号法廷」
- 弁慶（1965年、NTV）
- 午後の微笑（1966年、THK）
- 恋はいろいろ 恋人たちシリーズ（1967年、NET）
  - 第五回「ぬいぐるみの恋人」
- 他人のふんどし（1967年、NTV）
- 意地悪ばあさん（1967年、YTV）
- 人喰い（1970年、NTV）
- 水戸黄門（第2部）（1970年、TBS）
  - 第10回

- 天皇の世紀（1971年、ABC)
  - 第九回「急流」
- ジキルとハイド（1973年、CX）
- 水戸黄門（第4部）（1973年、TBS）
  - 第6回
- ご存知遠山の金さん（1973年、NET）
  - 第34回
- 白鷺（1974年、NET）
- 銭形平次（大川橋蔵主演）（CX）
  - 第452回「晴姿女岡っ引き」（1975年）
  - 第489回「虹の橋」（1975年）
  - 第499回「金貸し武士道」（1975年）
  - 第523回「おいらの親父日本一」（1976年）
  - 第557回「みそっかすの唄」（1977年）
  - 第611回「おたみの江戸見物」（1978年）
- 遠山の金さん（杉良太郎主演）（1）(NET）
  - 第24回「消えた飛脚を探せ!!」（1976年）
- 瀬戸の花嫁（1978年、CX）
- 男なら!（1979年、TBS）
- 土曜ワイド劇場（ANB）
  - 渓流釣り殺人事件（1979年）
  - 恋人交換殺人事件（1982年）
  - 凶学の巣（1982年）
  - 整形復顔の女（1983年）
  - 「おとなの匂い」殺人事件（1985年）
  - 殺意の朝日連峰（1989年）
  - 渓流釣りシリーズ 伊豆下田　寝姿山待つ女（1992年）
- 特捜最前線（ANB）
  - 第185回「スキャンダル拾った刑事!」（1980年）
  - 第212回「地図を描く女!」（1981年）
  - 第262回「紅い爪!」（1982年）
  - 第306回「絞殺魔の記念写真!」（1983年）
  - 第462回「大崎の女・凍死トリック・死を招く雨!」（1986年）

- 西部警察（1）（1979年、ANB）
  - 第109～110回「西部最前線の攻防」
- 西部警察PART2（1982年、ANB）
  - 第34回
- 西部警察PART3（1983年、ANB）
  - 第45回
- ザ・ハングマン（1981年、ABC）
  - 第45回
- ラスト・チャンス（1982年、ANB）
- あんちゃん（1982年、NTV）
  - 第25回
- ザ・サスペンス（TBS)
  - もう一人の乗客（1982年）
- 火曜サスペンス劇場（NTV）
  - 重婚（1983年）

- 右門捕物帖（1983年、NTV）
  - 第15回
- 水戸黄門（第14部）（1983年、TBS)
  - 第1回「水戸黄門 -水戸・江戸-」 - 南部山城守重直
- 事件記者チャボ!（1983年、NTV）
  - 第1・2・11・17・21回
- 長七郎江戸日記（1）（NTV）
  - 第8回「風流五三の桐変化」（1983年）
- 月曜ドラマランド（CX）
  - 胸さわぎの放課後2（1983年）
- スケバン刑事（CX、1985年）
  - 第16回

- 逃亡者（1986年、KTV）
- 水戸黄門 （第16部）（1986年、TBS）
  - 第24話「母恋し涙の角兵衛獅子 -新発田-」 - 太平
- 銭形平次（風間杜夫版）（1987年、NTV）
  - 第4回
- ドラマ23（TBS）
  - バーゲンセールの女（1988年）
- ゴリラ・警視庁捜査第8班（1989年、ANB）
  - 第36回
- 重役室午前0時（1989年、TBS）
- 水戸黄門（第20部）（1990年、TBS）
  - 第6回
- ほか

### バラエティ
- ほんものは誰だ!  (1973年、NTV）[12][注釈 2]

### 舞台
- 高慢の鼻  (1963年、梨の会） -  偽子淵[13]
- 心中二枚絵草紙  (1973年、帝国劇場） -  留吉[14]
- 遊女梅川  (1974年、山本富士子公演） -  庄三郎[15]
- お艶殺し  (1973年、三越劇場・松竹提携公演） -  用人六郎左衛門[16]

### ラジオドラマ
- チャッカリ夫人とウッカリ夫人（1951年 - 1953年、ラジオ東京） - 大友さん[17]